# Monochamus triangularis
Monochamus triangularis är en skalbaggsart som beskrevs av Stefan von Breuning 1935. Monochamus triangularis ingår i släktet Monochamus och familjen långhorningar.
Artens utbredningsområde är Kenya. Inga underarter finns listade i Catalogue of Life.